# Free jazz
...az első olyan irányzat a jazzben, amely a kezdetektől fogva önálló karakterológiával jelent meg Európában.

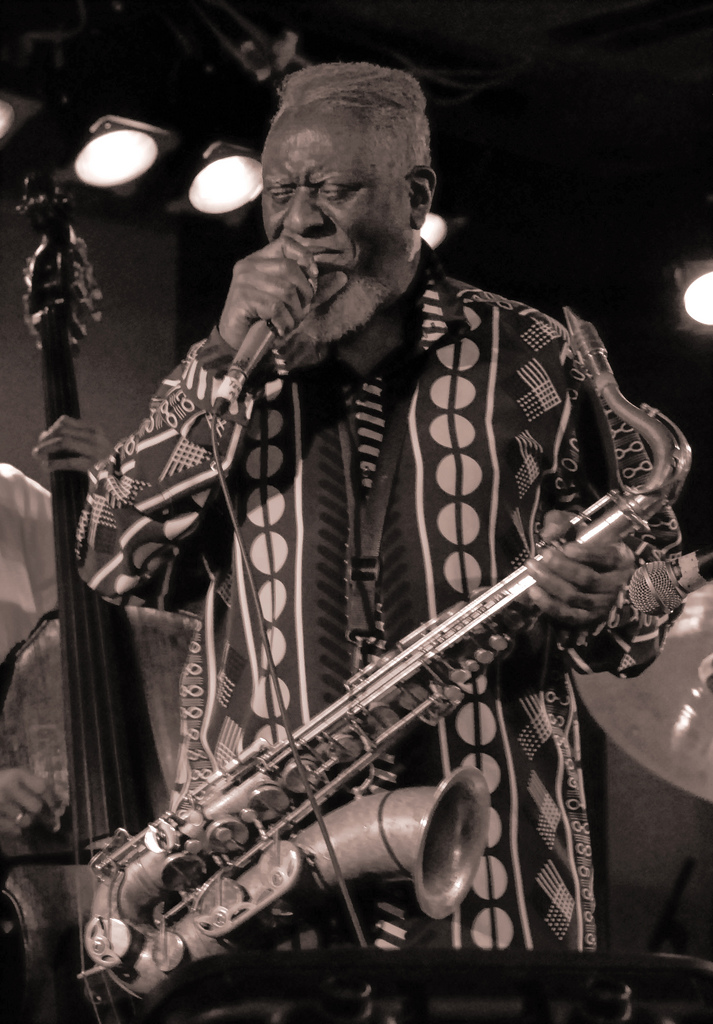
A dzsessz történetének legegyénibb, legizgalmasabb tenorszaxofonosa, Pharoah Sanders

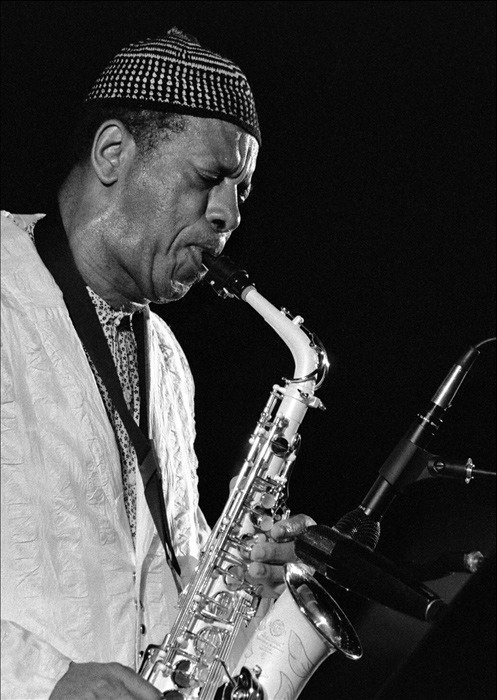
Ornette Coleman életében több mint 40 lemezzel örvendeztette meg rajongóit

A free jazz (ejtsd: frí dzsessz, magyarul szabad dzsessz) a dzsessz-előadás egyik formája, ami az ötvenes-hatvanas években alakult ki. A free jazz úttörői ugyan merőben különböző zenét játszottak, a tematika összekötötte muzsikájukat: a free jazz elveti a bebop, a hard bop és a modális jazz kötöttségeit (mint a harmóniamenetek vagy a tempó), melyek az 1940-es, 1950-es években jellemzőek voltak. Mivel ez az új megközelítés merőben experimentális és avant-garde volt, valamelyest visszavitte a dzsesszzenét annak „primitív”, kultúrantropológiai gyökereihez, például a kollektív improvizációval, ami korábban a tradicionális dzsesszre és a dixielandre volt jellemző.
A free jazz jelentős 1950-es évekbeli egyéniségei Ornette Coleman és Cecil Taylor. John Coltrane szaxofonos kései munkái is e műfaji besorolás alá kerültek. Egyéb híres free jazz-innovátorok: Charles Mingus, Eric Dolphy, Albert Ayler, Archie Shepp, Joe Maneri és Sun Ra. Habár manapság a "free jazz" nevezék az elfogadott és használt, egyéb kifejezésekkel is illetik ezt a nehezen besorolható mozgalmat, így például olvashatunk "avant-garde", "energy music" és "The New Thing" műfajokról is. A hatvanas évek első felében a legtöbb free jazz felvételt a független ESP Disk kiadó adta ki.
A free jazz az archaikus jazz kollektív improvizációját tekintette a végső, meghaladhatatlan kifejezési formának, ugyanakkor megjelentek benne a korszak avantgárd zenei kísérleteiből származtatható preparált hangszerek, helyenként pedig nagyon erős vallási töltet is. A kortárs zene újításai, a manipulált zajok, az atonalitás és a véletlenszerűség mind megjelent a free jazzben.

## Kiemelkedő free jazz zenészek
John Coltrane, Ornette Coleman, Archie Shepp, Sun Ra, Leeroy Jenkins, Albert Ayler, Cecil Taylor, Pharoah Sanders, Sam Rivers, Don Pullen,...